# Бои в Дервенохорья
Бои в Дервенохо́рья (греч. Μάχες στα Δερβενοχώρια), также Сражение при Пили в Дервенохо́рья (греч. Η Μάχη της Πύλης στα Δερβενοχώρια) — трёхдневные бои частей и резервистов греческой партизанской армии ЭЛАС против соединений вермахта, состоявшееся 16-18 октября 1943 года, в регионе сёл Дервенохо́рья в 45 км от столицы Греции.
Будучи успешным для ЭЛАС на начальном этапе, сражение закончилось конечной победой Вермахта после переброски в регион боёв частей и артиллерии дивизии Бранденбург-800 и привлечения самолётов Люфтваффе.
Несмотря на поражение и отвод отрядов ЭЛАС из региона, а также последовавшие карательные действия Вермахта против местного населения, сам факт ведения военных действий на подступах к Афинам подтвердил боеспособность и возможности ЭЛАС и вызвал энтузиазм у жителей оккупированной столицы Греции.
Эпизод начала сражения, в котором командир резервистов ЭЛАС Стефанос Маяцис положил на алтарь Свободы Отечества жизнь собственного сына, характеризуется в послевоенные годы историками, писателями и журналистами «актом (древней) греческой трагедии» (см. Ифигения).

## Предыстория
С началом оккупации Греции странами Оси в апреле-мае 1941 года, в стране были установлены три зоны оккупации — итальянская, немецкая и болгарская.
Выход Италии из войны в сентябре 1943 года нарушил баланс сил в Греции и одновременно дал толчок дальнейшему росту партизанских сил, во многих случаях разоруживших итальянские силы и обеспечив себя трофейным итальянским оружием.
34-й полк (и Ι/36 батальон Парнаса) партизанской армии ЭЛАС, после своей победы в сражении при Арахове в начале сентября, в ходе которого кроме прочего разоружил итальянский батальон, благодаря итальянскому оружию довёл число своих батальонов до пяти.
В стране царил энтузиазм о скором окончании войны и распространялись слухи что немцы готовятся покинуть Грецию. Полк получил приказ перейти на юго-восток Беотии, в Дервенохо́рья, поближе к столице.
Однако сражение в Дервенохорья (16, 17, 18 октября). как пишет Ф.Григориадис, не принадлежало к числу запрограмированных командованием ЭЛАС. Сражение было непредвиденным и неожиданным.

## Место сражения

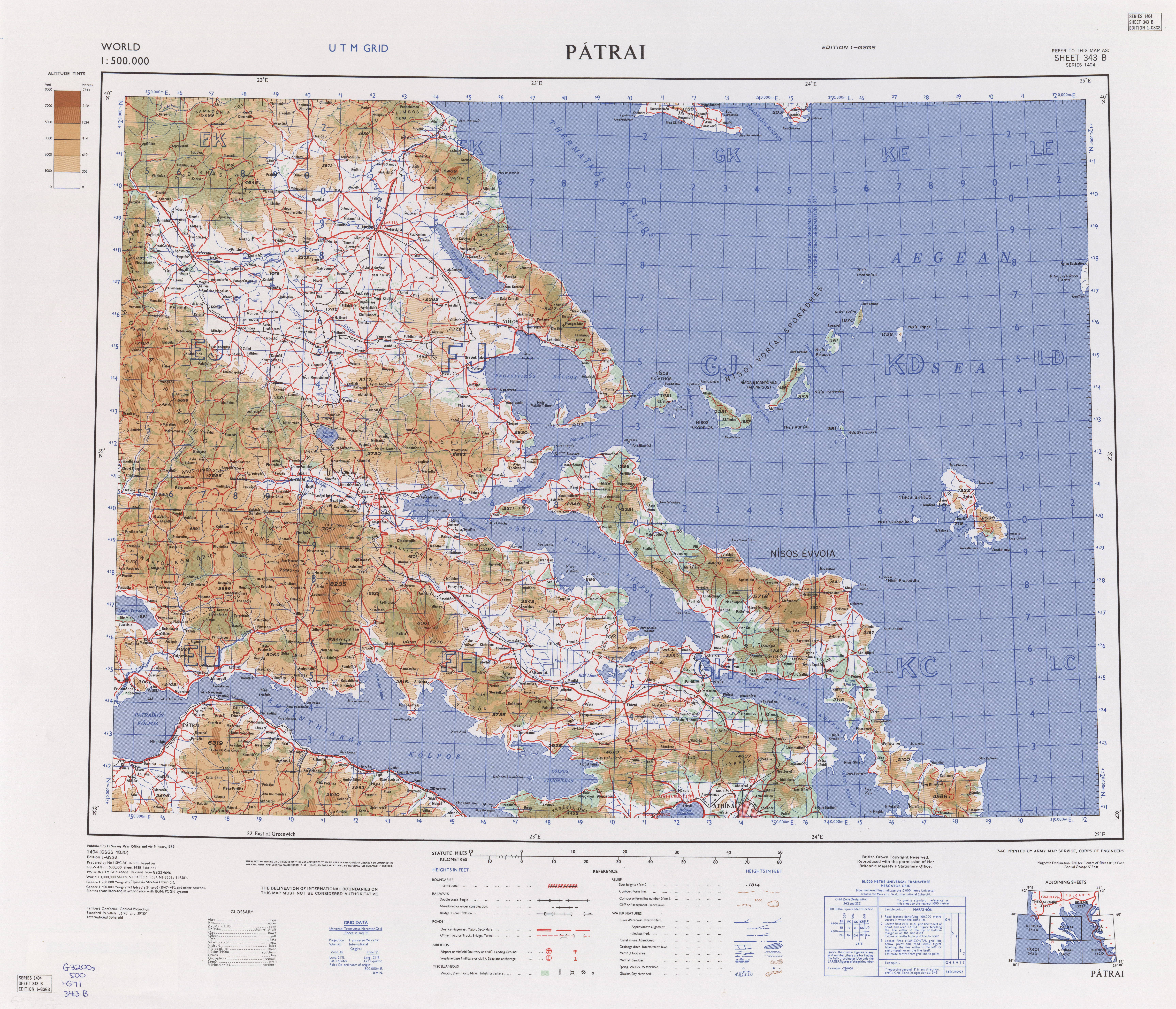
В нижней правой части карты отмечен аэродром Элефсиса, откуда в начале сражения прибыла колонна солдат 11-й авиаполевой дивизии Вермахта, севернее Элефсиса отмечены сёла Пили, Стефани, Панактос и Скурта вокруг которых происходили бои сражения.

Дервенохо́рья в Беотии — 5 сёл, расположенных на горном плато (высотой 530—570 метров над уровнем моря). Плато окружено горными вершинами — с востока гора Парнита (1415 метров), с запада Китерон и гора Пастра (1100 метров), с юга и севера Рокани и Мулити (700 метров).
Через Дервенохорья с древности и вплоть до Освободительной войны (1821—1829) проходили дороги из Пелопоннеса и Аттики в Среднюю Грецию.
Сёла Дервенохорья расположены от греческой столицы в среднем на расстоянии 45 км.
На плато у села Скурта на северном склоне горы Парнита в октябре 1943 года наблюдалось большое передвижение людей — добровольцы из Афин шли к партизанам, подошли партизаны Парнаса (400 бойцов), примерно столько же беженцев, прибыли евреи из Афин, которые после перехода итальянской зоны под немецкий контроль пережили свою собственную трагедию (среди евреев были отмечены фамилии известных коммерсантов — Коэн, Леви, Мионис). 10 октября прибыл равин Берцелай с женой и дочкой

## Диспозиция партизанских сил
Первая информация о возможной атаке Вермахта была получена от направлявшегося в Афины английского капитана Дон.
Полк уделил большее внимание своей оборонительной диспозиции на плато. Две тесных ответвления от национальной дороги той эпохи (Элефсис — Фивы (Беотия) — Ламия (город)) вели к Дервенохорья — одна к селу Кро́ра (Κρώρα, ныне Стефани), другая к селу Панакто на восточном склоне горы Пастра .
К каждому из этих сёл были направлены по роте из батальона Парнаса, усиленные пулемётами.
Третья рота осталась в Кроре в качестве резерва.
Две роты из батальона Аттики (третья осталась в горах Герания) держали позиции восточнее на тропах из Какосалеси (Панакто), Малакаса, Кюрка, Мениди.
Со стороны Фив существовала непроходимая для колёсной техники тропа, что давало время для передачи информации о движениях противника.
Конные партизанские патрули контролировали полукруглую линию над дорогой Элефсина — Каза

## Накануне сражения
15 октября, за день до начала сражения в ставку 34-го полка прибыл отставной полковник Г. Ригос.
Он не имел никакого отношения к (прокоммунистическому) ЭЛАС.
Его приход был вызван письмом за подписью офицеров полка: 4 майоров, подполковника жандармерии С. Ксантакиса, 3 капитанов, 12 лейтенантов, 18 унтер-офицеров армии и жандармерии, которые просили его возглавить полк своих земляков. Полковник запросил мнение отставных генералов в Афинах, которые заявили что подписи могли быть поддельными и что «коммунисты могут зарезать его».
Полковник игнорировал предупреждение и прибыл в штаб полка в селе Кавасала. Вместе с ним прибыл и ветеран борьбы за Македонию лейтенант Мелетис По́ггас (Μελέτης Πόγγας).
Весь полдень «капитан Орестис’» (унтерофицер жандармерии Андреас Мундрихас) информировал полковника и заверял его что он не берёт на себя никаких политических обязательств.
Утром того же дня в Пили прибыл неожиданно караван мулов с 500 винтовками, 12 ручными пулемётами, двумя большими миномётами и небольшими запасами боеприпасов. Припасы были послана организациями острова Эвбея.
Миномёты были «присвоены» полком. Винтовки распределили по сёлам для «резервистов».
Фивос Григориадис пишет что, кто-то сделал донос немцам, но исключает, что это был местный житель, а кто-то из проходящих — информация была ограниченной, любой местный житель мог предоставить более обширную и значительную информацию.
Доносчик видел проходящих афинян, одиночных партизан и резервистов в Пили, «шумных евреев, начавших свою мелкую торговлю». Однако доносчик не видел позиций 6 партизанских рот (4 Парнаса, 2 Аттики), о которых знали все жители Дервенохорья.
То что он не увидел обрекло часть, которую выслал получатель доноса — командир гарнизона Элефсины.

## Начало сражения
В ночь с 15-16 октября выступила усиленная пехотная рота (в некоторых источниках 2 роты) из охранного гарнизона аэродрома Элефсиса. Роты доехали до бездорожья между Мази и Каза, где спешились и стали подниматься в гору, имея при себе проводника. Жители Пили утверждали что им был жандарм служивший в Пили до войны.
Первая информация поступила от пастушонка, оставшегося ночью со своими овцами в горах, который разбудил командира резервистов села, Стефаноса Маляциса.
Жители предполагали что и другие немецкие роты подходят с разных сторон и подумать не могли что одна единственная рота влезла сама в западню.
В Пили существовала группа вооружённых резервистов в 12 бойцов.
Командиром группы резервистов был немногословный пастух и владелец 150 овец Стефанос (Стефас) Маляцис, который в регулярной армии был сержантом.
До этого момента, в качестве командира группы резервистов, он не проявил особых военных достоинств.
Командир заявил жителям обеспокоенным что немцы сожгут село, что ни один из них не войдёт в село — «мы тоже здесь».
Маляцис направил жителей к схрону где хранились только что (за день) полученные винтовки и вооружил около сотни из них.
Как работать с единственным полученным ручным пулемётом резервисты срочно изучали на месте.
Жители разбились на группы и заняли позиции, предупреждённые что никто не открывает огонь до командира.
Немцы приблизились на рассвете. По дороге в их руки попали 3 пастушонка, которых они решили использовать в качестве живого щита.

## «Как в (древней) греческой трагедии»
Последующие события многократно отражены в исторических работах, мемуарах, журналистике и телевизионных передачах, с повторяемыми параллелями с греческими трагедиями и принесённой в жертву для общего, греческого, дела Ифигении.
Маляцис увидел что из трёх детей один — его сын Георгий, другой — его племянник Сотирис.
Резервисты оставались безмолвными и в нерешительности ожидая от командира решения, в то время как и сам командир оставался нерешительным. Ф. Григориадис пишет «в его голове сталкивались жизнь сына, неприятель, Отечество, село, долг».
Но когда один из резервистов попросил Маляциса удалиться («уходи, ты отец, мы сами справимся») у командира взяло верх характерное греческое «фило́тимо» (φιλότιμο — чувство чести), долг перед Отечеством и селом, которое в этот момент доверило ему свою судьбу.
Командир а затем все резервисты и вооружённые жители открыли огонь
Солдаты Вермахта сначали опешили от неожиданности, но быстро пришли в себя, отвечая на винтовки очередями своих автоматов. Увидев что имеют дело с сотней вооружённых, по шапкам на их головах определили что это даже не партизаны.
Но пилиоты действительно «сражались за алтари и очаги».
Немцы заняли первые дома села, но сопротивление жителей не было сломлено и они не потеряли координацию.
Маляцис проявил качества военачальника, каковых никто не ожидал.
Все слепо подчинялись его приказам. На вопрос где партизаны он категорически отвечал «придут», добавляя «никто из немцев не уйдёт».
В штабе полка не могли поверить что неприятель просто так влез в западню, предполагая что неприятель что то готовит.
Две роты остались на своих предписанных позициях и лишь резервная рота Каллиаса (Χαράλαμπο Μώκο — Харалампос Мо́кос, погиб в январе 1944 года) получила приказ двигаться к Пили.
Роте Каллиаса понадобилось 2-3 часа подойти к Пили Между тем пилиоты не только остановили немцев, но и начали оттеснять их.
Проблема переросла от вопроса как отбить вторжение, в вопрос как исключить их бегство.
Пилиоты с Маляцисом во главе и с ротой Парнаса на фланге оттеснили немцев на их исходную утренюю позицию.
Майор Далянис собрал ещё около 25 разрозненных бойцов и перекрыл ещё один путь отступления, к Мази.
Налётчики были блокированы со всех сторон.
На возможных для подхода немецких подкреплений направлениях наблюдалось спокойствие.
Блокированные немцы сражались с отчаянием . Красные сигнальные ракеты выпущенные к вечеру не мог никто увидеть.
На закате солнца 43 пленных прошли «парадом» перед полковником «при мундире» (что было важно для немцев) Георгием Ригосом, командиром 34 полка ЭЛАС. Отмечается что пленные сдались только после того как были убиты все офицеры.
Пленные в потрёпанных и окровавленных мундирах с короткими брюками — всё что осталось от роты предпринявшей утренний рейд.
Около пяти солдат спаслись в скалах, выпустив ночью три красные ракеты.
На поле боя остались до 80 убитых солдат Вермахта.
После полудня, когда неприятель начал отступать, Маляцис нашёл своего сына и «успел» застать его живым в последние минуты его жизни. После чего, в сопровождении Хризостома Паппаса (Χρυσόστομος Πέππας, игумен монастыря Святого Мелетия, в дальнейшем военный священник 2й дивизии ЭЛАС) с его надгробными псалмами шёпотом, Маляцис, не расставаясь с винтовкой, отнёс тело сына к матери.
Пили потеряла убитыми 9 гражданских — 3 детей (двух двоюродных братьев Маляцис и сына Геракла Влахоса), а также 2 женщин и 4 мужчин.
Из резервистов погибли двое бойцов стариков.
Из собственно партизан был убит только один.

## Второй этап сражения
Несколько еврейских беженцев выразили желание получить оружие, им поручили охранять пленных, которых расположили в церкви села Крора.
Ночью один из «израилитов», как их именует историография, знающий немецкий язык, прочитал пленным собственный текст письма, которое якобы будет послано от полка коменданту Элефсиса. Письмо следовало подписать каждому из пленных, как подтверждение что они живы.
Письмо гласило что если немцы не приступят к сожжению деревень, то с пленными будут «обращаться в соответствии с международным правом». Иначе, если сёла будут сожжены они будут расстреляны.
Ф. Григориадис пишет, что согласно израилиту письмо повергло пленных в уныние и слёзы — они знали что Дервенохорья были обречены командованием Вермахта.
Командование партизан не сомневалось что произойдёт на следующий день
Два броневика вышедшие из Фив и подошедшие к т. н. «Мосту митрополита» подтвердили мнение что удар будет нанесён из Фив.
В этом направлении заняла оборонные позиции рота 2го батальона (Фив), которая совершенно случайно оказался между Пили и Асопией.
Остальные роты 34 полка оставались на раннее предписанных позициях до рассвета.
Немцы опять проявили самоуверенность и незнание о силах партизан. Ф Григориадис пишет что может быть они не знали о том что случилось с ротой у Пили.
4 грузовика с 20 солдатами на каждом из них, дошли по узкой грунтовой дороге из Элефсины в Крора — Это был авангард одной из колонн (вторая шла к Панакто, третья к Пили из Фив).
Грузовики шли без прикрытия, в то время как партизаны установили на дорогах т. н. «перила», где все дистанции для обстрела были заранее замерены и пристреляны.
Таким же образом были пристреляны дистанции для пулемётов и маленьких миномётов «капитана Аристидиса». Один из первых двух снарядов миномётов сразу попал в ящик с боеприпасами первого грузовика. После последовавшего взрыва, следующие за первым грузовики стали сталкиваться. Два опрокинулись, в то время как миномётный обстрел продолжался.
Одновременно пулемёты и винтовки вели непрерывный огонь по горящим целям — живыми из боя вышли не более 5 солдат. 4 грузовика были уничтожены.
Однако на всех трёх направлениях настоящие бои только начинались, немецкие подкрепления стали срочно прибывать, их координация на трёх направлениях была безупречной.
Беспрерывная стрельба немецих пулемётов и автоматов перекрывали огонь греков, чьи итальянские ручные пулемёты безнадёжно уступали немецким в скорострельности.
В полдень обстановка в секторе села Крора стала критической. Был ранен «капитан Мессолонгитис», в то время как натиск противника всё усиливался.
Партизаны направили к месту боя подкрепления из сектора Какосалеси, который ещё не был атакован, однако для их подхода требовалось несколько часов времени.
Тем временем боевой дух партизан в Крорас был поколеблен.

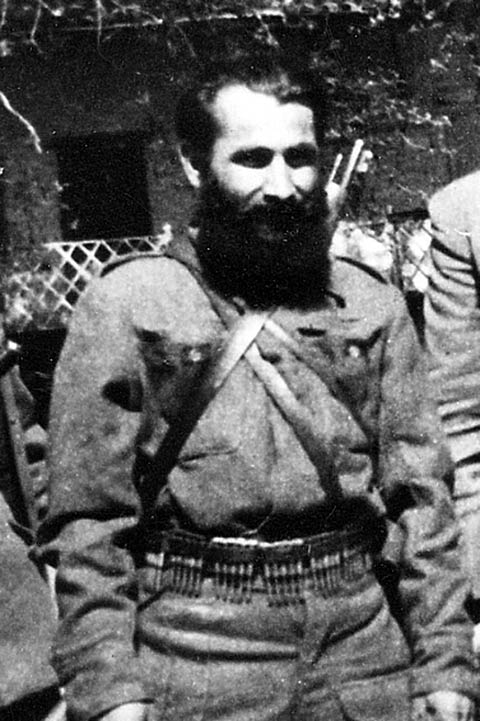
Комиссар «Диамантис» (Александру, Яннис), погиб в Гражданскую войну (1946—1949)

До подхода подкреплений туда направились «Вермеос» (Βερμαΐος — будущий историк Фивос Григориадис), комиссар батальона Парнаса «Диамантис»(Александру, Яннис), и штабист Дьовуньо́тис.
Офицеры прибыли в сектор Крораса в критический момент, когда колебание могло перерости в бегство. Первые «беглецы» были остановлены немногими словами аппелирующими к греческому «фило́тимо» (чувство чести), и последовали за офицерами на хребет перед Кророй.
Между тем позицию перед Кророй продолжали держать не дрогнувшие под натиском неприятеля партизаны из группы под командованием «капитана Аристидиса».
Вскоре в сектор стали подходить подкрепления из батальона Аттики. Первым подошёл т. н. «взвод русских» (из числа бежавших или освобождённых греческими партизанами военнопленных советских солдат).
К закату неприятель прервал свой натиск.
С наступлением темноты подошла и «рота Лаократиса» (кавалерийского офицера К. Контоса).
По причине того что немецкое командование сочло что грузовики перед Кророй подорвались на минах, в этом секторе бронетехника не появилась и на второй день сражения.
В секторе Кавасала невзирая на миномётный обстрел продолжали удерживать свои позиции две роты (Каллиаса и М. Папатанасиу).
В направлении перед Пили немецкий батальон из Фив сломил сопротивление оборонявшейся здесь роты партизан и резервистов.
Жители Пили спешно занялись спасением своего имущества, в то время как ветеран компартии и один из организаторов ЭАМ Лефтерис Апостолу (Λευτέρης Αποστόλου 1903 −1981, в 1931 году бежал из тюрьмы, учился в СССР, в 1934 вернулся в Грецию), организовывал сбор ещё оставшегося оружия прибывшего из Эвбеи.
Мобилизовав жителей, Апостолу доставил остававшееся оружие в сёла Лиатани, Клиди и Какосалеси, где немцы (ещё) не появлялись.
С наступление темноты фиванская рота удерживавшая позиции перед Пили, отошла, надеясь что ночью немцы не пойдут дальше.
Но немцы будучи в ярости за свою погибшую роту, ворвались в Пили, подожгли село с 10 сторон и ушли через 2 часа.
Подошедшая рота Аттики (командир Теохарис) не успела настичь их.
Но и партизаны, следуя своей тактике должны были в ночь покинуть столь опасный для них регион (большие резервы противника и близость его баз, включая Афины).
Но они не уходили и сражались чтобы дать возможность жителям Дервенохорья спасти как можно больше из их имущества.
Жители превзошли себя — вывезли даже пустые винные бочки.

## Третий день сражения
Партизаны удерживали позиции до полудня третьего дня, 18 октября.
Село Крора вновь стало основной целью Вермахта. Хребет перед селом и окружающие высоты нещадно обстреливались артиллерийскими орудиями и миномётами. 25 партизан получили тяжёлые ранения. Характерно что некоторые из них были ранены осколками скал, вызванных артобстрелом.
К обстрелу подключились три немецких самолёта.
В полдень штаб 34го полка принял решение отхода и из Крора и из Панактос.
Немцы не попытались преследовать партизан и ограничились сожжением сёл Крора, Скутра, Панактос, Пили. Исключеним стало село Кавасала и то по причине немецкой педантичности: его не было в списках, но по простой причине — Кавасала официально не считалось отдельным селом, а общиной села Панактос.
Немцы оставались в сёлах не более 24 часов. Они не проявили даже желания подняться на склон горы, где 5й батальон ЭЛАС оставил две большие трофейные итальянские палатки, разместив в них медицинский пункт и склад продовольствия. Палатки остались нетронутыми.

## Впоследствии

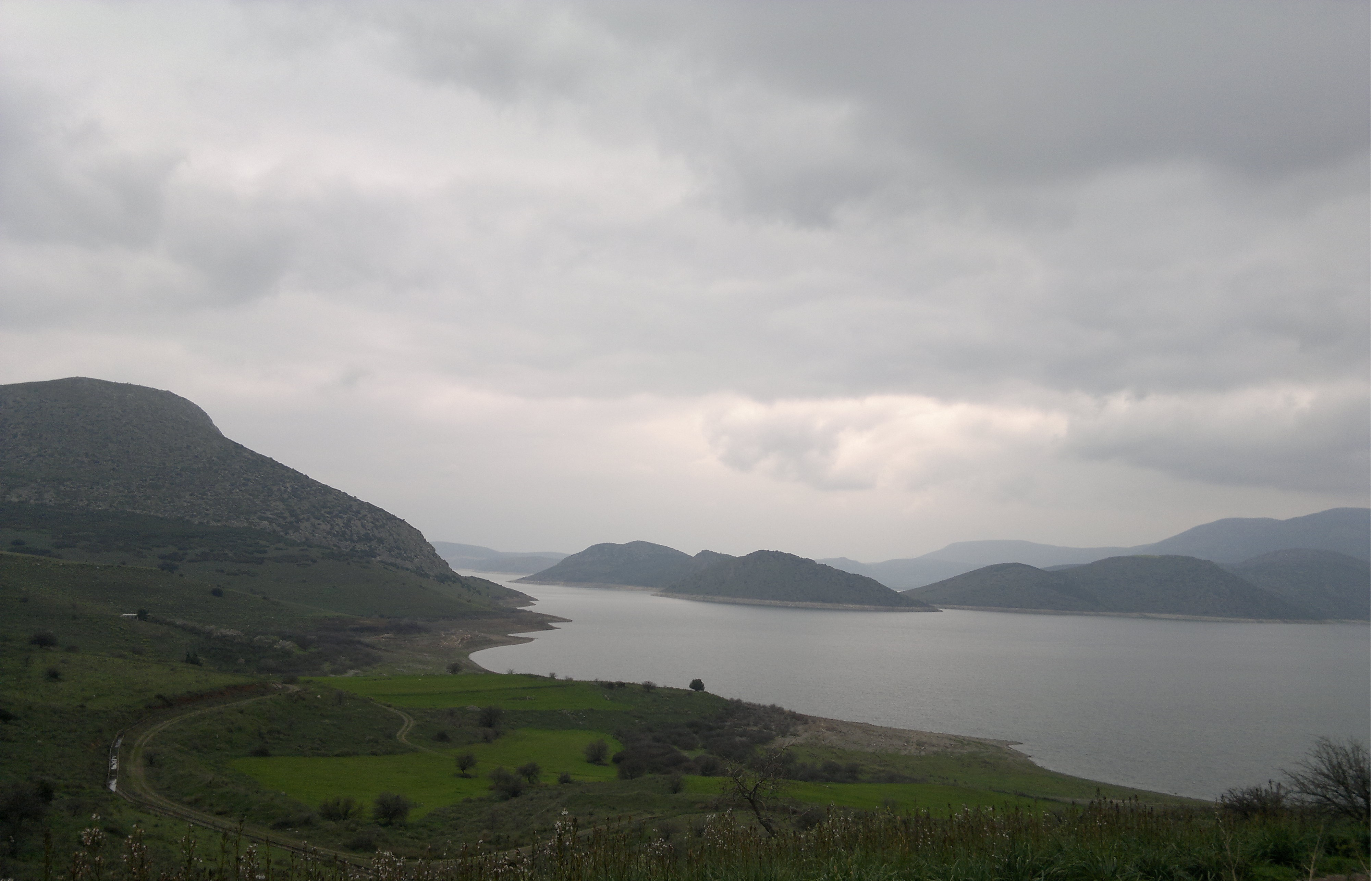
Озеро Илики

Ночью 18 октября 1й батальон ЭЛАС Аттики отошёл к лесистому массиву Парниты,
Перед отходом все 43 немецких пленных были убиты, причём бесшумно, ножами. Брать их с собой не было возможности, альтернативой было оставить их Вермахту. Факт убийства не оспаривается, но в послевоенные годы вызывает прения.
5й батальон направился на свою базу на Парнасе, проходя вдоль берегов озёр Илики и Паралимни к Локриде.
Вермахт получил информацию о маршруте 5го батальона, но с опозданием. Попытка блокировать батальон не удалась, командир 5го батальона М. Папазисис, при содействии местного населения, вывел свой батальон из кольца до подхода механизированных колонн Вермахта.
При этом Вермахт не представлял что 1й батальон находится на Парните и не тревожил его даже воздушной разведкой.
Завершившееся трёхдневное сражение в Дервенохорья имело большое значение для региона и его населения.
Отзвуки работы немецкой артиллерии были слышны от Элефсиса до западных предместий Афин. Все 3 дня сражения подпольные организации городов и сёл региона находились в состоянии повышенной готовности.
25 раненных партизан были переправлены на лодках на остров Эвбея.
В ноябре приказом генштаба ЭЛАС 34й полк был трансформирован в V бригаду Аттики — Беотии с зоной ответственности Восточная Средняя Греция и Эвбея. Командиром бригады остался полковник Георгиос Ригос (Фереос).

## Память
Через 35 лет официальная Греция вспомнила о сражении и удосужилась установить в Пили скромный памятник.
В том же (1978) году и за несколько месяцев до своей смерти, Стефанос Маляцис зачитал при официальном открытии памятника текст, выбитый на мраморной плите.
Согласно этому тексту, здесь, пилиоты под командованием С. Маляциса уничтожили роту Вермахта, шедшую сжечь село.
На плите также отмечено:
- Убитых немцев 100, пленных 43.
- Пилиотов (поимённо) погибших в бою 4
- Погибших безоружных пилиотов (поимённо) 5, включая 3 подростков живого щита
- Безоружных пилиотов (поимённо) убитых в собственных домах 5 (всем за 70 лет, один инвалид).

В послевоенные годы нет недостатка в критиках и обвинителях «бесчеловечности партизан», зарезавших 43 пленных.
Но местные жители, многие из которых являются потомками православных арнаутов, в тавернах поют песню о месте гибели 43 пленных:
Родник у груш Вудима бьёт,

Для клефта ключ воды холодный

Для немца зелье смерть несёт.
Каждый год ветераны Сопротивления (а ныне их потомки) отмечают годовщину сражения у памятника в Пили и поминают память погибших в бою и убитых безоружных жителей.